# Tiefkarspitze
La Tiefkarspitze est une montagne culminant à 2 430 mètres d'altitude dans le massif des Karwendel, dans le chaînon de la Nördliche Karwendelkette, à la frontière entre l'Allemagne et l'Autriche. Elle constitue un sommet important sur la crête entre le Wörner et la Westliche Karwendelspitze.